# Cheilanthes deltoidea
Cheilanthes deltoidea là một loài dương xỉ trong họ Pteridaceae. Loài này được Kunze mô tả khoa học đầu tiên.